# Arne Engels
Arne Engels (* 8. September 2003 in Dendermonde) ist ein belgischer Fußballspieler. Aktuell steht der Mittelfeldspieler bei Celtic Glasgow unter Vertrag.

## Karriere

### Im Verein
Engels begann bereits in jungen Jahren in der Nachwuchsabteilung des KAA Gent mit dem Fußballspielen. 2015 wechselte er zum Rivalen FC Brügge, bei dem er die weiteren Jugendmannschaften durchlief. 2019 kam er zu zwei Kurzeinsätzen in der UEFA Youth League für die U19 des Vereins. Zur Saison 2020/21 wurde Engels schließlich fester Bestandteil der U23 des Vereins, die außer Konkurrenz unter dem Namen Club NXT in der zweitklassigen Division 1B spielte. Er stand direkt am 1. Spieltag bei der 0:2-Niederlage gegen den RWD Molenbeek in der Startformation, insgesamt kam er in der Saison auf 20 Einsätze, in denen er auch ein Tor erzielen konnte. Im September unterschrieb Engels einen Vertrag bis Juni 2023 in Brügge. In der Saisonvorbereitung 2021/22 gehörte er dem Kader des FC Brügge an, spielte aber während der Saison erneut nur in der U23, die in dieser Saison wieder in einer eigenen Liga für Nachwuchsmannschaften antrat. Zur Saison 2022/23 wurden vier U 23-Mannschaften, darunter die des FC Brügge, in die Division 1B endgültig integriert. Dort blieb Engels fester Stammspieler und war bei einigen Spielen Kapitän seiner Mannschaft.
Im Januar 2023 wechselte Engels zum FC Augsburg in die Bundesliga. Er unterschrieb einen Vertrag bis 2027. Dort debütierte er am 22. Januar 2023 bei der 3:4-Niederlage gegen Borussia Dortmund, bei der er seine erste Torvorlage zum zwischenzeitlichen 2:2-Ausgleich durch Ermedin Demirović beisteuern konnte. Fortan gehörte der zu diesem Zeitpunkt erst 19-jährige Engels zur Startformation von Trainer Enrico Maaßen und wurde dabei nicht auf seiner gelernten Position des Rechtsaußen, sondern an der Seite von Elvis Rexhbecaj im defensiven Mittelfeld aufgeboten. Sein erstes Tor für den FCA erzielte er am 28. Oktober 2023 bei einem 3:2-Heimsieg über den VfL Wolfsburg.
Im August 2024 wechselte Engels mit einem Vierjahresvertrag nach Schottland zu Celtic Glasgow.

### In der Nationalmannschaft
Engels kam in mehreren Nachwuchsnationalmannschaften Belgiens zum Einsatz. Im Jahr 2018 kam er in einigen Freundschaftsspielen der U15 und U16 zum Einsatz. Im September 2021 wurde er erstmals in den Kader der U19 berufen und steht seitdem regelmäßig im Kader der Mannschaft. Er debütierte beim 2:0-Sieg gegen Portugal am 3. September 2021 und konnte nur zwei Tage später beim 3:3-Unentschieden gegen Tschechien auch sein erstes Tor erzielen.

## Erfolge
mit Celtic Glasgow:
- Schottischer Meister: 2025
- Schottischer Ligapokal: 2025